# Championnat de France de football de troisième division 1995-1996
Navigation
National 1 1994-1995 National 1 1996-1997
La saison de National 1 1995-1996 a vu la victoire du Stade briochin ainsi que du Sporting Club Toulon 83.
Le Sporting Club Toulon 83 remportera la finale de cette édition.
L'AS Beauvais Oise et l'Association Troyes Aube Champagne ayant terminé deuxièmes de leurs groupes respectifs, ils sont aussi promus en Division 2.

## Les 36 clubs participants
| Groupe A - CM Aubervilliers - US Avranches - Stade brestois - SO Châtellerault - AS Évry - US Fécamp - FCSR Haguenau - La Roche VF - Olympique Noisy-le-Sec - Stade Quimpérois - SCO Roubaix (exclu en cours de saison) - Stade briochin - FC Saint-Leu - CS Sedan-Ardennes - Thouars Foot 79 - ATAC Troyes - US Valenciennes-Anzin - ES Wasquehal | Groupe B - GFC Ajaccio - AS Angoulême-Charente 92 - AS Beauvais - Besançon RC - ESA Brive - US Créteil - CF Dijon - ES Fréjus - Grenoble Foot - FAIRM Ile-Rousse Monticello - FC Istres Ville Nouvelle - AS Muret - Nîmes Olympique - Paris FC - Rodez AF - FC Sète - Trélissac FC - Sporting Toulon Var |

## Classement
Victoire à 3 points.
L'abandon de la section professionnelle pour Valenciennes cause sa rétrogradation en Nationale 2. Roubaix ayant auparavant été éliminé en cours de saison, le seizième du groupe B (Nîmes) est repêché. Quimper a été rétrogradé en Nationale 3 en première instance mais finalement, le club n'est pas rétrogradé en Nationale 3.

### Groupe A
| Rang | Équipe                | Pts | J  | G  | N  | P  | Bp | Bc | Diff |
| ---- | --------------------- | --- | -- | -- | -- | -- | -- | -- | ---- |
| 1    | Stade briochinR       | 67  | 32 | 18 | 13 | 1  | 51 | 17 | +34  |
| 2    | ATAC Troyes           | 66  | 32 | 19 | 9  | 4  | 55 | 16 | +39  |
| 3    | US Valenciennes-Anzin | 56  | 32 | 14 | 14 | 4  | 46 | 22 | +24  |
| 4    | CS Sedan ArdennesR    | 46  | 32 | 11 | 13 | 8  | 38 | 34 | +4   |
| 5    | FC Saint-Leu          | 45  | 32 | 10 | 15 | 7  | 33 | 31 | +2   |
| 6    | SO Châtellerault      | 44  | 32 | 11 | 11 | 10 | 37 | 39 | -2   |
| 7    | Thouars Foot 79       | 43  | 32 | 11 | 10 | 11 | 27 | 32 | -5   |
| 8    | CM Aubervilliers      | 42  | 32 | 11 | 9  | 12 | 42 | 34 | +8   |
| 9    | US Fécamp             | 40  | 32 | 8  | 16 | 8  | 34 | 34 | 0    |
| 10   | Stade Quimpérois      | 40  | 32 | 10 | 10 | 12 | 28 | 46 | -18  |
| 11   | ES WasquehalP         | 38  | 32 | 8  | 14 | 10 | 32 | 30 | +2   |
| 12   | Noisy-le-Sec          | 37  | 32 | 7  | 16 | 9  | 24 | 28 | -4   |
| 13   | Stade brestois        | 35  | 32 | 8  | 11 | 13 | 23 | 31 | -8   |
| 14   | AS ÉvryP              | 35  | 32 | 8  | 11 | 13 | 26 | 39 | -13  |
| 15   | US Avranches          | 30  | 32 | 7  | 9  | 16 | 28 | 47 | -19  |
| 16   | La Roche-sur-Yon VF   | 30  | 32 | 7  | 9  | 16 | 27 | 43 | -16  |
| 17   | FCSR Haguenau         | 23  | 32 | 5  | 8  | 19 | 24 | 52 | -28  |
| 18   | SCO Roubaix           | 0   | 0  | 0  | 0  | 0  | 0  | 0  | 0    |

Promotions et relégations
Abréviations

#### Buteurs
| Place | Joueur           | Club             | Buts |
| ----- | ---------------- | ---------------- | ---- |
| 1     | Sébastien Cuvier | ATAC Troyes      | 22   |
| 2     | Yannick Le Saux  | Stade briochin   | 17   |
| 3     | Idrissa Thiam    | CM Aubervilliers | 16   |
| -     | Robert Malm      | US Fécamp        | 16   |
| 5     | Didier Monczuk   | Stade briochin   | 15   |

### Groupe B
| Rang | Équipe                   | Pts | J  | G  | N  | P  | Bp | Bc | Diff |
| ---- | ------------------------ | --- | -- | -- | -- | -- | -- | -- | ---- |
| 1    | Sporting Toulon Var      | 68  | 34 | 21 | 5  | 8  | 51 | 27 | +24  |
| 2    | AS BeauvaisR             | 62  | 34 | 18 | 8  | 8  | 55 | 24 | +31  |
| 3    | Angoulême-Charente 92    | 62  | 34 | 17 | 11 | 6  | 50 | 27 | +23  |
| 4    | US Créteil               | 54  | 34 | 15 | 9  | 10 | 42 | 28 | +14  |
| 5    | Grenoble FootP           | 54  | 34 | 14 | 12 | 8  | 51 | 43 | +8   |
| 6    | FC Istres Ville Nouvelle | 52  | 34 | 13 | 13 | 8  | 41 | 36 | +5   |
| 7    | GFCO Ajaccio             | 51  | 34 | 13 | 12 | 9  | 40 | 39 | +1   |
| 8    | ES Fréjus                | 47  | 34 | 12 | 11 | 11 | 40 | 39 | +1   |
| 9    | FC Sète                  | 42  | 34 | 11 | 9  | 14 | 38 | 39 | -1   |
| 10   | Paris FC                 | 42  | 34 | 10 | 12 | 12 | 28 | 40 | -12  |
| 11   | Rodez AFP                | 42  | 34 | 11 | 9  | 14 | 35 | 50 | -15  |
| 12   | Besançon RC              | 40  | 34 | 9  | 13 | 12 | 30 | 41 | -11  |
| 13   | FAIRM L'Ile-RousseP      | 40  | 34 | 10 | 10 | 14 | 37 | 53 | -16  |
| 14   | CF Dijon                 | 38  | 34 | 9  | 11 | 14 | 45 | 46 | -1   |
| 15   | Trélissac FCP            | 38  | 34 | 6  | 20 | 8  | 37 | 40 | -3   |
| 16   | Nîmes OlympiqueR         | 38  | 34 | 9  | 11 | 14 | 41 | 37 | +4   |
| 17   | AS Muret                 | 26  | 34 | 5  | 11 | 18 | 31 | 58 | -27  |
| 18   | ESA Brive                | 25  | 34 | 6  | 7  | 21 | 37 | 62 | -25  |

Promotions et relégations
Abréviations

#### Buteurs
| Place | Joueur               | Club             | Buts |
| ----- | -------------------- | ---------------- | ---- |
| 1     | Gilles Constantinian | Grenoble Foot    | 18   |
| 2     | Jérôme Lempereur     | AS Beauvais Oise | 16   |
| 3     | William Alexandre    | ESA Brive        | 14   |
| -     | Zvonko Fuckala       | US Créteil       | 14   |
| -     | Christophe Rouve     | FC Sète          | 14   |

## Finale
La finale opposant les vainqueurs de chaque groupe est remportée par les toulonnais.
| Équipes             | Stade briochin - Sporting Toulon Var |
| Score               | 1-2 a. p. |
| Date                | 30 mai 1996 |
| Stade               | Stade Fred-Aubert, Saint-Brieuc 1 534 spectateurs |
| Arbitre             | Michel Bonnichon |
| Buts                | Yannick Le Saux (76e) pour Saint-Brieuc - Didier Rabat (91e) et Régis Coulbaud (104e) pour Toulon.                                                                               |
| Stade briochin      | Carnec - Satorra, Angan, Braud, Ollier (puis Soliveau, 62e) - Burnier (puis Idraoui, 87e), Hervé, Nallet, Eouzan - Le Saux, Monzcuk (puis Rosello, 62e) Entraîneur : Marc Collat |
| Sporting Toulon Var | Zingaro – Coulbault, Charlet, Rebecq, Carvalho – Maresu (puis Danieri, 80e), Zemzemi, Rabat, Boissier – Cabon, Zanotti (puis Mouka, 62e) Entraîneur : Luigi Alfano               |